# Porphyrlandschaft bei Brachwitz
Koordinaten: 51° 32′ 35″ N, 11° 52′ 17″ O

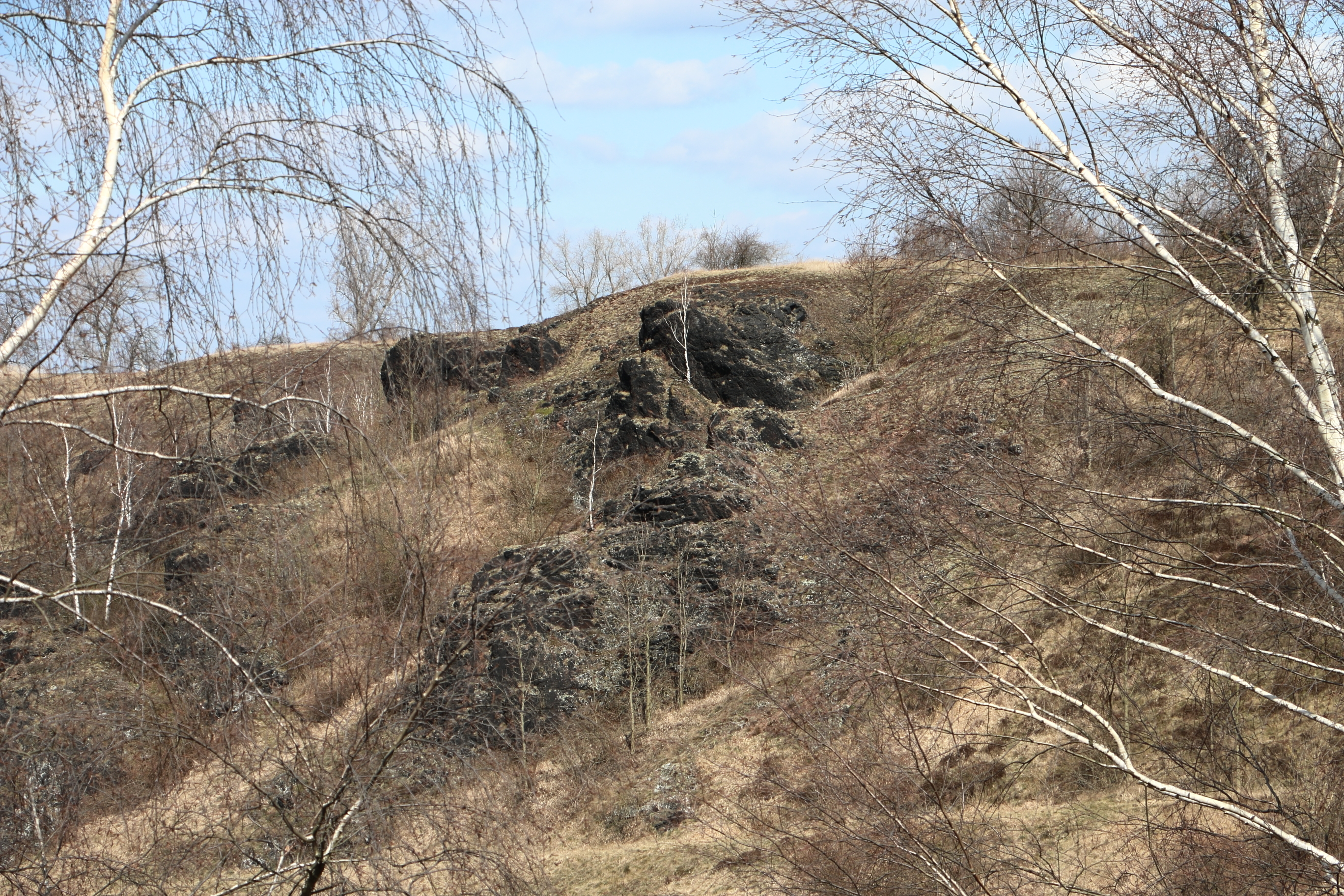
Naturschutzgebiet „Porphyrlandschaft bei Brachwitz“

Die Porphyrlandschaft bei Brachwitz ist ein Naturschutzgebiet in der Stadt Wettin-Löbejün im Saalekreis in Sachsen-Anhalt.
Das Naturschutzgebiet mit dem Kennzeichen NSG 0265 ist rund 152 Hektar groß. Es ist teilweise Bestandteil des FFH-Gebietes „Porphyrkuppenlandschaft nordwestlich Halle“ und nahezu vollständig vom Landschaftsschutzgebiet „Saale“ umgeben. Das Gebiet steht seit 2002 unter Schutz (Datum der Verordnung: 7. August 2002). Zuständige untere Naturschutzbehörde ist der Saalekreis.
Das Naturschutzgebiet liegt nordwestlich von Halle (Saale) im Naturpark Unteres Saaletal. Es stellt einen charakteristischen Landschaftsausschnitt der bundesweit einmaligen Porphyrkuppenlandschaft am Rand des Saaletals unter Schutz. Die Flächen im Naturschutzgebiet wurden vielfach landwirtschaftlich, überwiegend als Äcker, genutzt. Die Äcker sind zu einem großen Teil zeitweilig stillgelegt oder ganz brachgefallen. Teilweise sind brachgefallene ehemalige Ackerflächen zu artenreichem Magerrasen umgewandelt worden. Zwischen den landwirtschaftlichen Nutzflächen erheben sich die Porphyrkuppen, auf deren flachgründigen Böden Trocken- und Halbtrockenrasen mit Wiesenhafengesellschaften und Zwergstrauchheiden vorherrschen. Vereinzelt sind an den Unterhängen auch Fiederzwenkenrasen und auf sehr flachgründigen Böden Blauschwingelpionierfluren zu finden. Auf den Trocken- und Halbtrockenrasen siedeln teilweise gefährdete Pflanzenarten, darunter Kleines Knabenkraut, Felsengoldstern und Gewöhnliche Kuhschelle. Auf dem Lucienberg befindet sich ein kleiner, aufgelassener Steinbruch, der stark verbuscht ist.
Im Süden des Naturschutzgebietes verläuft in einer Senke zwischen Lucienberg, Klapperberg und Schulberge der Brachwitzer Bach, der etwas südlich bei Brachwitz in die Saale mündet. Der Bach wird von einem Schwarzerlen-Eschenwald und Pappelgehölzen gesäumt und von Staudenfluren begleitet. Im Bach wächst Froschbiss, auf einer benachbarten Kohldistelwiese siedelt Wiesenalant.
Das Naturschutzgebiet ist Lebensraum einer artenreichen Insektenflora. So leben hier verschiedene Heuschrecken, darunter Feldgrille, Feldgrashüpfer, Gefleckte Keulenschrecke, Rotleibiger Grashüpfer, Kleiner Heidegrashüpfer, Schmetterlinge, darunter Großer Perlmuttfalter, Berghexe, Silbergrüner Bläuling, Esparsetten-Widderchen und Weißfleck-Widderchen sowie Wildbienen wie die Hosenbiene und Laufkäfer, z. B. der Kurzgewölbte Laufkäfer. Weiterhin sind Spinnen, verschiedene Vögel, darunter Rebhuhn und Grauammer, sowie der Feldhase heimisch. Das Naturschutzgebiet ist auch Nahrungshabitat für verschiedene Greifvögel.
Das Naturschutzgebiet grenzt im Süden stellenweise an Bachwitz sowie an öffentliche Straßen. Im Nordwesten wird es von der Landesstraße 162 sowie der Straße nach Friedrichsschwerz durchquert. Weiterhin verlaufen durch das Gebiet mehrere Wirtschaftswege, die auch als Wanderwege genutzt werden. Die Bundesautobahn 143 (Westumfahrung Halle), deren Weiterbau zwischen der Bundesstraße 80 bei Bennstedt und der Bundesautobahn 14 bei Görbitz geplant ist, würde direkt nördlich von Friedrichsschwerz und somit in unmittelbarer Nähe des Naturschutzgebietes verlaufen und hier das FFH-Gebiet „Porphyrkuppenlandschaft nordwestlich Halle“, das das Naturschutzgebiet „Porphyrlandschaft bei Brachwitz“ und das wenig nördlich liegende Naturschutzgebiet „Porphyrlandschaft bei Gimritz“ verbindet, durchschneiden. Die Verbindung der beiden Naturschutzgebiete soll dabei durch eine Grünbrücke wiederhergestellt werden. Gegen den Planfeststellungsbeschluss 2005 hatte der NABU Sachsen-Anhalt geklagt. Der Planfeststellungsbeschluss wurde im Januar 2007 vom Bundesverwaltungsgericht als rechtswidrig und damit nicht vollziehbar eingestuft.